# Im Grund (Drebach)

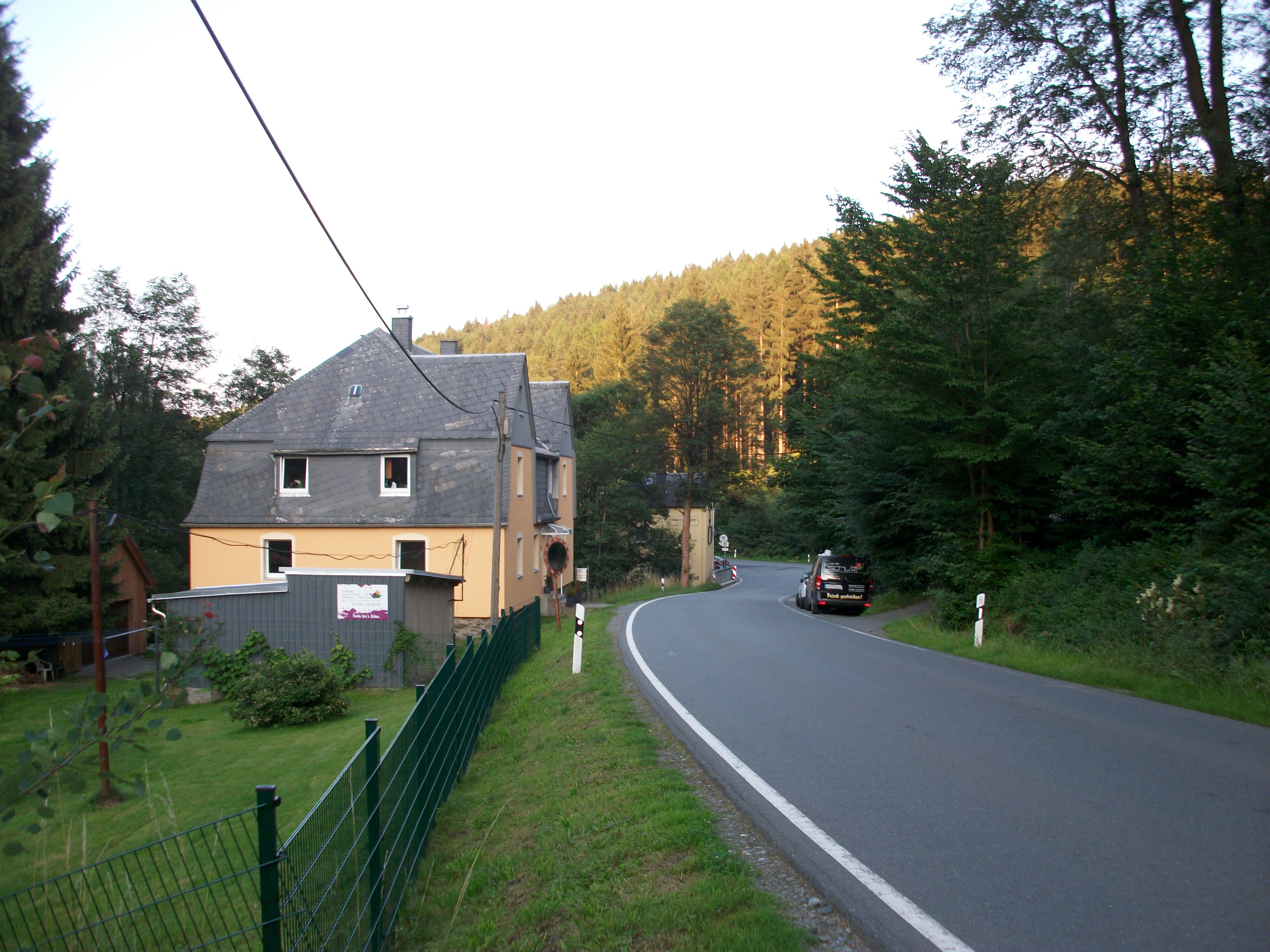
Drebach, Ortsteil Im Grund

Im Grund ist eine kleine Ortslage von Drebach im sächsischen Erzgebirgskreis.
In der Ortslage treffen sich der Venusberger Dorfbach und der Grundbach sowie die Fluren der Drebacher Gemeindeteile Drebach, Venusberg, Grießbach und Scharfenstein, wodurch der Ortsteil die lokale Bezeichnung „Vier-Länder-Eck“ erhielt. In der Ortslage Im Grund leben ca. 9 Personen. Es gibt ein Gewerbegebiet und Wanderwege entlang der genannten Bäche.